# 2015年歐洲運動會克羅埃西亞代表團
克羅埃西亞預計將參加2015年6月12日至28日在亞塞拜然巴庫舉行的2015年歐洲運動會。

## 體操

### 競技體操
- 女子 – 3個參賽配額